# Паранов, Моше
Моше Паранов (англ. Moshe Paranov, настоящее имя Морис Перлмуттер (англ. Morris Perlmutter); 28 октября 1895, Хартфорд, штат Коннектикут — 7 октября 1994, там же) — американский дирижёр и музыкальный педагог.
Сын Якова Перлмуттера и Марии Соловей — эмигрантов из России. С пятилетнего возраста учился играть на скрипке, затем под влиянием музыкального педагога Джулиуса Хартта перешёл на фортепиано. В дальнейшем женился на дочери своего учителя и в 1920 году вместе с ним основал в Хартфорде музыкальный колледж «Джулиус Хартт, Моше Паранов и присоединившиеся преподаватели» (Julius Hartt, Moshe Paranov and Associated Teachers), в дальнейшем преобразованный в Школу музыки Хартта и в 1957 году ставший одной из составных частей Хартфордского университета.
Сохранив выдающееся творческое долголетие, Паранов был связан с Хартфордом на протяжении всей своей жизни: так, в 1930 году он дирижировал оркестром при открытии главного городского концертного зала Bushnell Memorial Hall — а в 1990 году в качестве дирижёра участвовал в праздничном концерте к 60-летию этого события. В 1947—1953 годах Паранов совместно со скрипачом Джорджем Хеком руководил Хартфордским симфоническим оркестром. Он привлёк к участию в музыкальной жизни Хартфорда многих выдающихся музыкантов; дружеские отношения, в частности, связывали его с такими фигурами, как Гарольд Бауэр, Эрнест Блох, Майра Хесс, Пауль Хиндемит.